# Tariqilabeo bicornis
Tariqilabeo bicornis  ist eine Süßwasserfischart aus der Familie der Karpfenfische (Cyprinidae). Die Art ist in China verbreitet.

## Merkmale
Tariqilabeo bicornis erreicht Standardlängen von ungefähr 150 mm. Der Körper ist schlank, der vordere Körperbereich ist etwas zylinderförmig, der hintere seitlich abgeflacht. Der Kopf ist klein. Das Maul ist grob kegelförmig mit schmalen dreieckigen Seitenlippen in zwei Seiten. Die Schnauze dehnt sich nach unten aus. Der Oberkiefer und dessen Rand sind mit Quasten bedeckt. Das Maul ist unterständig. Eine Oberlippe ist nicht vorhanden, die Unterlippe ist vom Unterkiefer getrennt mit einem Querband im vorderen Bereich und mit Warzen bedeckt. Die Augen sind mittelgroß. Es gibt zwei Paar Barteln, wobei das rostrale Paar mehr als die Hälfte der Größe des Augendurchmessers entspricht und sich an der Spitze der Schnauzenseitengrube befindet und das maxilläre Paar sehr klein und in den Maulwinkeln verborgen ist. Die Anzahl der Schuppenreihen auf dem Seitenlinienorgan beträgt 36 bis 38. Der Rücken und die Flanken sind grauschwarz mit diffusen Streifen, der Bauch ist grauweiß. Die Rückenflosse und die mittig sitzende Analflosse sind grauschwarz, die Schwanzflosse grau mit einem schwarzen Unterrand. Die Augen sind rot.

## Verbreitung, Lebensraum und Lebensweise
Die Art bewohnt das Saluen-System im Lushui County und im Baoshan County in der Provinz Yunnan. Vermutungen, dass die Art auch im Unterlauf des Saluen in Myanmar vorkommt, sind bisher nicht bestätigt. Tariqilabeo bicornis lebt in den unteren Schichten von Flüssen mit klarem Wasser und Kiesböden. Die Nahrung besteht aus Detritus und Algen.

## Status
Die IUCN klassifiziert die Art in die Kategorie „unzureichende Datenlage“ (data deficient). Die größte Bedrohung könnte von einem geplanten Dammbau am Saluen ausgehen.

## Systematik
Die Art wurde 1977 von Hsien-Wen Wu als Epalzeorhynchus bicornis beschrieben. 2006 wurde die Art von Maurice Kottelat und E. Zhang in die neue monotypische Gattung Akrokolioplax und im Jahr 2017 in die Gattung Tariqilabeo überführt.